# Người nhập cư thế hệ thứ hai ở Hoa Kỳ
Người nhập cư thế hệ thứ hai ở Hoa Kỳ là những người sinh ra và lớn lên ở Hoa Kỳ có cha và/hoặc mẹ sinh ra ở nước ngoài. Thuật ngữ này được nhiều trung tâm nghiên cứu lớn bao gồm Cục Thống kê Dân số Hoa Kỳ và Trung tâm Nghiên cứu Pew đề cập tới, mặc dù đây có thể được coi là một phép nghịch hợp, thường được sử dụng một cách mơ hồ, không rõ ràng.
Tu chính án thứ 14 của Hiến pháp Hoa Kỳ đảm bảo quyền công dân cho bất kỳ cá nhân nào sinh ra trên lãnh thổ Hoa Kỳ, những người cũng là đối tượng thuộc quyền tài phán,  xét xử của nước này. Bởi vậy, hiện nay, những người nhập cư thế hệ thứ hai ở Hoa Kỳ được cấp quốc tịch ngay từ khi sinh ra. Tuy nhiên, những tranh luận chính trị về việc liệu có nên bãi bỏ quyền này đã gia tăng trong những năm gần đây. Những người ủng hộ cho rằng quyền này thu hút người nhập cư trái phép vào Hoa Kỳ. Việc bãi bỏ quyền công dân theo nguyên tắc nơi sinh có tác động lớn nhất đối với những Người Mỹ gốc México, vì México là nguyên quán của phần lớn những người nhập cư không có giấy tờ ở Hoa Kỳ.
Số lượng người nhập cư thế hệ thứ nhất ngày càng nhiều, bởi vậy, tỷ lệ dân số có thể được phân loại là người nhập cư thế hệ thứ hai cũng gia tăng. Nguyên nhân là do người nhập cư có mức sinh cao hơn những người trưởng thành bản xứ. Năm 2009, người nhập cư, cả hợp pháp và bất hợp pháp, là phụ huynh của 23% trẻ em Hoa Kỳ. Quá trình hòa nhập vào xã hội Hoa Kỳ ảnh hưởng đến thành công kinh tế và trình độ học vấn của những người nhập cư thế hệ thứ hai. Xu hướng chung là những người này đều cải thiện thu nhập và trình độ giáo dục so với thế hệ trước. Người nhập cư thế hệ thứ hai có ảnh hưởng ngày càng quan trọng đến lực lượng lao động và cấu trúc tộc người ở Hoa Kỳ.

## Số liệu thống kê
Năm 2009, 33 triệu người ở Hoa Kỳ là người nhập cư thế hệ thứ hai, chiếm 11% dân số. Có sự khác biệt đáng kể về thu nhập và trình độ học vấn giữa những người nhập cư thế hệ thứ hai và thế hệ thứ nhất ở Hoa Kỳ. Những người nhập cư thế hệ thứ hai nói chung có cuộc sống ổn hơn và hòa nhập thành công hơn vào xã hội Hoa Kỳ.

### Thu nhập
So với thế hệ thứ nhất, những người nhập cư thế hệ thứ hai có nhiều khả năng kiếm được thu nhập cao hơn. Năm 2008, thu nhập trung bình hàng năm của những người nhập cư thế hệ thứ hai là 42,297 USD trong khi của những người nhập cư thế hệ thứ nhất là 32,631 USD. Cùng năm, theo Cục Thống kê Dân số Hoa Kỳ, những người nhập cư thế hệ thứ hai có tổng thu nhập cao hơn so với thế hệ trước; 42% người nhập cư thế hệ thứ hai kiếm được trên 50,000 USD so với chỉ 31% người nhập cư thế hệ đầu tiên. Những người nhập cư thế hệ thứ hai cũng ít có khả năng sống trong cảnh nghèo đói hơn so với những người thế hệ nhập cư thứ nhất.

### Trình độ học vấn
Những người nhập cư thế hệ thứ hai có trình độ học vấn cao hơn so với những người nhập cư thế hệ thứ nhất. Tỷ lệ những người nhập cư thế hệ thứ hai học qua trung học phổ thông cao hơn, với 59,2% từng học đại học, và 33% có bằng cử nhân vào năm 2009.
Trong các nghiên cứu trước đó, di cư được chứng minh là một yếu tố nguy cơ đối với sự phát triển của trẻ em. Tuy nhiên, nhiều trẻ vị thành niên nhập cư có thành tích ngang ngửa hoặc thậm chí tốt hơn, đặc biệt là ở trường học. Các báo cáo đã chỉ ra rằng trẻ vị thành niên nhập cư đạt điểm số tốt hơn ở trường so với các bạn cùng trang lứa trên toàn quốc, mặc dù tình trạng kinh tế xã hội thấp hơn. Tuy nhiên, khi những người này hòa nhập vào văn hóa Hoa Kỳ, kết quả phát triển và giáo dục trở nên kém tối ưu hơn. Hiện tượng này được gọi là Nghịch lý Người nhập cư. Có một số lý giải cho hiện tượng này, trước hết là hệ thống giáo dục công miễn phí của Hoa Kỳ. Đối với những người nhập cư gốc Latinh, việc tiếp cận giáo dục miễn phí là yếu tố chính trong việc quyết định nhập cư vào Mỹ và một khi tới đây, họ nhấn mạnh với con cái mình tầm quan trọng của việc thành công trong học tập để cải thiện cuộc sống. Việc nhiều người nhập cư có thể nói song ngữ cũng là một yếu tố khác làm tăng sự thành công ban đầu trong giáo dục. Song ngữ từ nhỏ giúp những người này có lợi thế rõ rệt khi làm các nhiệm vụ tổng hợp.

## Trích dẫn
1. 1 2  Suro, Roberto, and Jeffrey Passel. "The Rise of the Second Generation: Changing Patterns in Hispanic Population Growth." Pew Hispanic Center, October 14, 2003. http://pewhispanic.org/files/reports/22.pdf Lưu trữ ngày 24 tháng 3 năm 2016 tại Wayback Machine (accessed March 2, 2012).
2. 1 2 3 4 5 6 7 8  "Nation's Foreign-Born Population Nears 37 Million". Press Release. U.S. Census Bureau. October 19, 2010.  https://www.census.gov/newsroom/releases/archives/foreignborn_population/cb10-159.html (accessed March 2, 2012).
3. 1 2  Passel, Jeffrey, and D'Vera Cohn. "Unauthorized Immigrant Population: National and State Trends, 2010." Pew Hispanic Center. February 1, 2011. http://www.pewhispanic.org/files/reports/133.pdf Lưu trữ ngày 25 tháng 4 năm 2018 tại Wayback Machine (accessed March 2, 2012).
4. 1 2  Passel, Jeffrey, and Paul Taylor. "Unauthorized Immigrants and Their U.S.-Born Children." Pew Hispanic Center, August 11, 2010. http://www.pewhispanic.org/files/reports/125.pdf Lưu trữ ngày 22 tháng 11 năm 2017 tại Wayback Machine (accessed March 2, 2012).
5. ↑  Kasinitz, Philip, John Mollenkopf, Mary Waters, and Jennifer Holdaway. Inheriting the City: The Children of Immigrants Come of Age. New York: Harvard University Press, 2008.
6. ↑  Geel, Mitch van; Vedder, Paul (ngày 27 tháng 10 năm 2009). "The Role of Family Obligations and School Adjustment in Explaining the Immigrant Paradox". Journal of Youth and Adolescence (bằng tiếng Anh). Quyển 40 số 2. tr. 187–96. doi:10.1007/s10964-009-9468-y. ISSN 0047-2891. PMC 3018245. PMID 19859793.
7. ↑  Marks, Amy K.; Ejesi, Kida; García Coll, Cynthia (ngày 1 tháng 6 năm 2014). "Understanding the U.S. Immigrant Paradox in Childhood and Adolescence". Child Development Perspectives (bằng tiếng Anh). Quyển 8 số 2. tr. 59–64. doi:10.1111/cdep.12071. ISSN 1750-8606.
8. ↑  Crosnoe, Robert; Turley, Ruth N. López (ngày 21 tháng 7 năm 2011). "K-12 Educational Outcomes of Immigrant Youth". The Future of Children. Quyển 21 số 1. tr. 129–52. doi:10.1353/foc.2011.0008. ISSN 1550-1558. PMC 5555844. PMID 21465858.
9. ↑  Hill, Nancy E.; Torres, Kathryn (ngày 1 tháng 3 năm 2010). "Negotiating the American Dream: The Paradox of Aspirations and Achievement among Latino Students and Engagement between their Families and Schools". Journal of Social Issues (bằng tiếng Anh). Quyển 66 số 1. tr. 95–112. doi:10.1111/j.1540-4560.2009.01635.x. ISSN 1540-4560.
10. ↑  Carlson, Stephanie; Meltzoff, Andrew (2008). "Bilingual experience and executive functioning in young children". Developmental Science. Quyển 11 số 2. tr. 282–298. doi:10.1111/j.1467-7687.2008.00675.x. PMC 3647884. PMID 18333982.